# Terfezia boudieri
Terfezia boudieri är en svampart som beskrevs av Chatin 1892. Terfezia boudieri ingår i släktet Terfezia och familjen Pezizaceae.   Inga underarter finns listade i Catalogue of Life.